# Sostene (generale)
Sostene (greco: Σωσθένης; ... – 277 a.C.) è stato un generale e un sovrano del Regno di Macedonia, appartenente alla dinastia antipatride.
Durante il regno di Lisimaco, Sostene fu governatore dell'Asia minore. Nel 279 a.C. salì al trono dopo aver assassinato il cugino Antipatro Etesia. Durante il suo regno fu molto popolare, in quanto sconfisse i Celti, che in quegli anni avevano invaso in massa la Grecia, in una sanguinosa battaglia nei pressi di Delfi. Fu assassinato dopo appena due anni di regno: gli succedette Antigono II Gonata.